# متحف الجنس أمستردام
متحف الجنس أمستردام هو متحف جنسي يقع في أمستردام،هولندا.تم افتتاحه في 1985.في 2015 زار المتحف 675 ألف زائر مما يجعله واحد من أكثر المتاحف زيارة في هولندا.